# Гиббонс, Герберт Адамс
Герберт Адамс Гиббонс (8 апреля 1880 — 7 августа 1934) — американский журналист, освещавший тематику международной политики и европейского колониализма в начале 20-го века. Широко известен как автор книг «Новая карта Азии», «Новая карта Африки» и «Новая карта Европы». Также известен как автор плодотворного исследования под названием «Основание Оттоманской империи», написанного в Стамбуле на заре 20-го столетия.
С 1908 по 1934 годы Гиббонс являлся иностранным корреспондентом ряда крупных Нью-Йоркских газет. Квартировался в Греции, Испании, Турции, Африке и Китае. Его произведения публиковались на страницах восьмидесяти газет США.
В период Первой Мировой войны Гиббонс вместе со своей женой оказался свидетелем событий Геноцида армян и Геноцида понтийских греков и был участником спасения многих жизней в 1909 году.
За время своей карьеры Гиббонс написал более двух дюжин книг на тему международных отношений и изменения границ в начале 20-го века. Он часто комментировал международную
политику и широко цитировался в СМИ. Многие книги Гиббонса издаются до сих пор.